# Olympische Sommerspiele 1964/Teilnehmer (Frankreich)
| Gelbes Symbol für Goldmedaillen mit stilisierten Olympischen Ringen | Graues Symbol für Silbermedaillen mit stilisierten Olympischen Ringen | Braundes Symbol für Bronzemedaillen mit stilisierten Olympischen Ringen |
| ------------------------------------------------------------------- | --------------------------------------------------------------------- | ----------------------------------------------------------------------- |
| 1                                                                   | 8                                                                     | 6                                                                       |

Frankreich nahm an den Olympischen Sommerspielen 1964 in Tokio mit einer Delegation von 138 Athleten (118 Männer und 20 Frauen) an 89 Wettkämpfen in 14 Sportarten teil.
Die französischen Sportler gewannen eine Gold-, acht Silber- und sechs Bronzemedaillen, womit Frankreich den 21. Platz im Medaillenspiegel belegte. Olympiasieger wurde der Springreiter Pierre Jonquères d’Oriola. Fahnenträger bei der Eröffnungsfeier war der Leichtathlet Michel Macquet.

## Teilnehmer nach Sportarten

### Boxen
- Jacques Cotot
Leichtgewicht: in der 1. Runde ausgeschieden
- Joseph Gonzales
Halbmittelgewicht: Silber
- Jacques Marty
Mittelgewicht: in der 1. Runde ausgeschieden
- Bernard Thébault
Halbschwergewicht: im Achtelfinale ausgeschieden

### Fechten
Männer
- Jean-Claude Magnan
Florett: Silber 
Florett Mannschaft: Bronze
- Daniel Revenu
Florett: Bronze 
Florett Mannschaft: Bronze
- Jacky Courtillat
Florett: im Viertelfinale ausgeschieden
Florett Mannschaft: Bronze
- Christian Noël
Florett Mannschaft: Bronze
- Pierre Rodocanachi
Florett Mannschaft: Bronze
- Claude Bourquard
Degen: 6. Platz
Degen Mannschaft:
- Jacques Guittet
Degen: 9. Platz
Degen Mannschaft: Bronze
- Yves Dreyfus
Degen: im Viertelfinale ausgeschieden
Degen Mannschaft: Bronze
- Claude Brodin
Degen Mannschaft: Bronze
- Jacques Brodin
Degen Mannschaft: Bronze
- Claude Arabo
Säbel: Silber 
Säbel Mannschaft: 4. Platz
- Marcel Parent
Säbel: 6. Platz
Säbel Mannschaft: 4. Platz
- Jacques Lefèvre
Säbel: 9. Platz
Säbel Mannschaft: 4. Platz
- Jean-Ernest Ramez
Säbel Mannschaft: 4. Platz
- Robert Fraisse
Säbel Mannschaft: 4. Platz

Frauen
- Catherine Rousselet-Ceretti
Florett: 7. Platz
Florett Mannschaft: 6. Platz
- Brigitte Gapais-Dumont
Florett: im Viertelfinale ausgeschieden
Florett Mannschaft: 6. Platz
- Annick Level
Florett: in der 1. Runde ausgeschieden
Florett Mannschaft: 6. Platz
- Marie-Chantal Depetris-Demaille
Florett Mannschaft: 6. Platz
- Colette Revenu
Florett Mannschaft: 6. Platz

### Gewichtheben
- Rolf Maier
Mittelgewicht: 7. Platz
- Marcel Paterni
Halbschwergewicht: Wettkampf nicht beendet

### Judo
- Gaston Lesturgeon
Leichtgewicht: 9. Platz
- André Bourreau
Leichtgewicht: 9. Platz
- Lionel Grossain
Mittelgewicht: 5. Platz
- Jacques le Berré
Mittelgewicht: 9. Platz

### Kanu
Männer
- Jean Boudehen
Zweier-Canadier 1000 m: Silber
- Michel Chapuis
Zweier-Canadier 1000 m: Silber

### Leichtathletik
Männer
- Claude Piquemal
100 m: im Halbfinale ausgeschieden
4-mal-100-Meter-Staffel: Bronze
- Roger Bambuck
100 m: im Viertelfinale ausgeschieden
200 m: im Halbfinale ausgeschieden
- Bernard Laidebeur
100 m: im Viertelfinale ausgeschieden
4-mal-100-Meter-Staffel: Bronze
- Paul Genevay
200 m: im Halbfinale ausgeschieden
4-mal-100-Meter-Staffel: Bronze
- Jocelyn Delecour
200 m: im Halbfinale ausgeschieden
4-mal-100-Meter-Staffel: Bronze
- Jean-Pierre Boccardo
400 m: im Halbfinale ausgeschieden
4-mal-400-Meter-Staffel: 8. Platz
- Maurice Lurot
800 m: im Halbfinale ausgeschieden
- François Châtelet
800 m: im Vorlauf ausgeschieden
- Michel Bernard
1500 m: 7. Platz
- Jean Wadoux
1500 m: 9. Platz
- Michel Jazy
5000 m: 4. Platz
- Jean Vaillant
5000 m: im Vorlauf ausgeschieden
10.000 m: 13. Platz
- Jean Fayolle
5000 m: im Vorlauf ausgeschieden
10.000 m: 15. Platz
- Marcel Duriez
110 m Hürden: 6. Platz
- Bernard Fournet
110 m Hürden: im Vorlauf ausgeschieden
- Jean-Jacques Behm
400 m Hürden: im Vorlauf ausgeschieden
- Robert Poirier
400 m Hürden: im Vorlauf ausgeschieden
- Guy Texereau
3000 m Hindernis: 6. Platz
- Michel Hiblot
4-mal-400-Meter-Staffel: 8. Platz
- Bernard Martin
4-mal-400-Meter-Staffel: 8. Platz
- Germain Nelzy
4-mal-400-Meter-Staffel: 8. Platz
- Henri Delerue
20 km Gehen: 13. Platz
50 km Gehen: 15. Platz
- Robert Sainte-Rose
Hochsprung: 22. Platz
- Hervé d’Encausse
Stabhochsprung: 15. Platz
- Maurice Houvion
Stabhochsprung: ohne gültigen Versuch
- Jean Cochard
Weitsprung: 5. Platz
- Alain Lefèvre
Weitsprung: 24. Platz
- Éric Battista
Dreisprung: 25. Platz
- Guy Husson
Hammerwurf: 22. Platz
- Michel Macquet
Speerwurf: 18. Platz

Frauen
- Danielle Guéneau
100 m: im Viertelfinale ausgeschieden
4-mal-100-Meter-Staffel: 8. Platz
- Christiane Cadic
100 m: im Viertelfinale ausgeschieden
- Michèle Lurot
200 m: im Vorlauf ausgeschieden
4-mal-100-Meter-Staffel: 8. Platz
- Évelyne Lebret
400 m: 8. Platz
- Maryvonne Dupureur
800 m: Silber
- Marlène Canguio
80 m Hürden: im Vorlauf ausgeschieden
4-mal-100-Meter-Staffel: 8. Platz
- Michèle Demys
Speerwurf: 10. Platz
- Denise Guénard
Fünfkampf: 12. Platz
4-mal-100-Meter-Staffel: 8. Platz

### Radsport
- Francis Bazire
Straßenrennen: 53. Platz
- Lucien Aimar
Straßenrennen: 80. Platz
- Bernard Guyot
Straßenrennen: 94. Platz
- Christian Raymond
Straßenrennen: 95. Platz
- Marcel-Ernest Bidault
Straße Mannschaftszeitfahren: 6. Platz
- Georges Chappe
Straße Mannschaftszeitfahren: 6. Platz
- André Desvages
Straße Mannschaftszeitfahren: 6. Platz
- Jean-Claude Wuillemin
Straße Mannschaftszeitfahren: 6. Platz
- Daniel Morelon
Bahn Sprint: Bronze 
Bahn Tandem Sprint 2000 m: 9. Platz
- Pierre Trentin
Bahn Sprint: 4. Platz
Bahn 1000 m Zeitfahren: Bronze 
Bahn Tandem Sprint 2000 m: 9. Platz
- Robert Varga
Bahn 4000 m Einerverfolgung: in der 1. Runde ausgeschieden
Bahn 4000 m Mannschaftsverfolgung: in der 1. Runde ausgeschieden
- Christian Cuch
Bahn 4000 m Mannschaftsverfolgung: in der 1. Runde ausgeschieden
- Joseph Paré
Bahn 4000 m Mannschaftsverfolgung: in der 1. Runde ausgeschieden
- Jacques Suire
Bahn 4000 m Mannschaftsverfolgung: in der 1. Runde ausgeschieden

### Reiten
- Pierre Jonquères d’Oriola
Springreiten: Gold 
Springreiten Mannschaft: Silber
- Janou Lefèbvre
Springreiten: 14. Platz
Springreiten Mannschaft: Silber
- Guy Lefrant
Springreiten: 20. Platz
Springreiten Mannschaft: Silber
- Jack Le Goff
Vielseitigkeit: 23. Platz
Vielseitigkeit Mannschaft: 8. Platz
- Jean de Croutte de Saint Martin
Vielseitigkeit: 24. Platz
Vielseitigkeit Mannschaft: 8. Platz
- Hugues Landon
Vielseitigkeit: 27. Platz
Vielseitigkeit Mannschaft: 8. Platz
- Jéhan Le Roy
Vielseitigkeit: ausgeschieden
Vielseitigkeit Mannschaft: 8. Platz

### Ringen
- Georges Ballery
Federgewicht, griechisch-römisch: in der 4. Runde ausgeschieden
- René Schiermeyer
Weltergewicht, griechisch-römisch: in der 4. Runde ausgeschieden
- André Zoete
Fliegengewicht, Freistil: 4. Platz

### Rudern
- René Duhamel
Doppel-Zweier: 6. Platz
- Bernard Monnereau
Doppel-Zweier: 6. Platz
- Jacques Morel
Zweier mit Steuermann: Silber
- Georges Morel
Zweier mit Steuermann: Silber
- Jean-Claude Darouy
Zweier mit Steuermann: Silber 
Vierer mit Steuermann: 4. Platz
- Jean-Pierre Drivet
Vierer ohne Steuermann: 10. Platz
- Roger Chatelain
Vierer ohne Steuermann: 10. Platz
- Philippe Malivoire
Vierer ohne Steuermann: 10. Platz
- Émile Clerc
Vierer ohne Steuermann: 10. Platz
- Yves Fraisse
Vierer mit Steuermann: 4. Platz
- Claude Pache
Vierer mit Steuermann: 4. Platz
- Gérard Jacquesson
Vierer mit Steuermann: 4. Platz
- Michel Dumas
Vierer mit Steuermann: 4. Platz
- André Fevret
Achter mit Steuermann: 7. Platz
- Pierre Maddaloni
Achter mit Steuermann: 7. Platz
- André Sloth
Achter mit Steuermann: 7. Platz
- Joseph Moroni
Achter mit Steuermann: 7. Platz
- Robert Dumontois
Achter mit Steuermann: 7. Platz
- Jean-Pierre Grimaud
Achter mit Steuermann: 7. Platz
- Bernard Meynadier
Achter mit Steuermann: 7. Platz
- Michel Viaud
Achter mit Steuermann: 7. Platz
- Alain Bouffard
Achter mit Steuermann: 7. Platz

### Schießen
- Jean Renaux
Schnellfeuerpistole 25 m: 14. Platz
Freie Pistole 50 m: 14. Platz
- Pierre Guy
Kleinkalibergewehr liegend 50 m: 56. Platz
- Claude Foussier
Trap: 24. Platz
- Michel Prévost
Trap: 29. Platz

### Schwimmen
Männer
- Alain Gottvallès
100 m Freistil: 5. Platz
4-mal-100-Meter-Freistil-Staffel: im Finale disqualifiziert
4-mal-200-Meter-Freistil-Staffel: 6. Platz
- Gérard Gropaiz
100 m Freistil: im Halbfinale ausgeschieden
4-mal-100-Meter-Freistil-Staffel: im Finale disqualifiziert
- Jean-Pascal Curtillet
100 m Freistil: im Vorlauf ausgeschieden
4-mal-100-Meter-Freistil-Staffel: im Finale disqualifiziert
4-mal-200-Meter-Freistil-Staffel: 6. Platz
- Francis Luyce
400 m Freistil: im Vorlauf ausgeschieden
4-mal-200-Meter-Freistil-Staffel: 6. Platz
- Pierre Canavèse
4-mal-100-Meter-Freistil-Staffel: im Finale disqualifiziert
4-mal-200-Meter-Freistil-Staffel: 6. Platz
- Robert Christophe
200 m Rücken: im Vorlauf ausgeschieden
4-mal-100-Meter-Freistil-Staffel: im Finale disqualifiziert

Frauen
- Monique Piétri
100 m Freistil: im Vorlauf ausgeschieden
- Christine Caron
100 m Rücken: Silber
- Françoise Borie
100 m Rücken: im Vorlauf ausgeschieden

### Segeln
- Gérard Devillard
Finn-Dinghy: 9. Platz
- Marcel-André Buffet
Flying Dutchman: 7. Platz
- Alain-François Lehoerff
Flying Dutchman: 7. Platz

### Turnen
Männer
- Christian Guiffroy
Einzelmehrkampf: 48. Platz
Boden: 74. Platz
Pferdsprung: 86. Platz
Barren: 10. Platz
Reck: 37. Platz
Ringe: 81. Platz
Seitpferd: 28. Platz
- Bernard Fauqueux
Einzelmehrkampf: 73. Platz
Boden: 84. Platz
Pferdsprung: 69. Platz
Barren: 72. Platz
Reck: 31. Platz
Ringe: 97. Platz
Seitpferd: 54. Platz
- Michel Bouchonnet
Einzelmehrkampf: 83. Platz
Boden: 84. Platz
Pferdsprung: 54. Platz
Barren: 66. Platz
Reck: 77. Platz
Ringe: 103. Platz
Seitpferd: 54. Platz

Frauen
- Evelyne Letourneur
Einzelmehrkampf: 47. Platz
Boden: 42. Platz
Pferdsprung: 63. Platz
Stufenbarren: 32. Platz
Schwebebalken: 64. Platz
- Monique Baelden
Einzelmehrkampf: 49. Platz
Boden: 52. Platz
Pferdsprung: 60. Platz
Stufenbarren: 47. Platz
Schwebebalken: 44. Platz
- Jacqueline Brisepierre
Einzelmehrkampf: 64. Platz
Boden: 57. Platz
Pferdsprung: 66. Platz
Stufenbarren: 68. Platz
Schwebebalken: 55. Platz